# Mana-Zucca
Mana-Zucca, nacida Gussie Zuckermann (Nueva York, 25 de diciembre de 1885-Miami, 8 de marzo de 1981) fue una compositora, cantante, pianista y actriz estadounidense.

## Biografía
Mana-Zucca, nacida con el nombre de Gussie Zuckermann en Nueva York el 25 de diciembre de 1885, nació en el seno de una familia de emigrantes polacos. Fue una niña prodigio que comenzó a componer desde temprana edad.
Desde muy joven, mostró gran interés por la música. Se sintió frustrada a la edad de tres años al descubrir que su piano de juguete no tenía los tonos medios. Comenzó sus primeros estudios de piano con un vecino de la familia, de apellido Patotnikoff, continuando más tarde con Platon Brounoff, un inmigrante ruso. Poco después de dar su primer recital, a la edad de tres años y medio, obtuvo una beca (con solamente cuatro años) tras su audición para el Conservatorio Nacional de Música (Nueva York). Una vez allí, estudió con diferentes profesores, entre ellos Margulies y Okell.
Fue a la edad de siete años cuando su formación fue impulsada, al comenzar sus estudios de piano con el eminente pianista y pedagogo polaco Alexander Lambert, profesor del New York College of Music. Lambert no solo fue maestro de Mana-Zucca, sino que también actuó como su manager de conciertos y su mentor, instruyéndole en un régimen de estudio muy riguroso. Para asegurarse de que ella cumpliera con sus horarios, Mana-Zucca vivió junto a Lambert durante todo el desarrollo de su carrera como niña prodigio. Los dos siguieron siendo amigos muy cercanos a lo largo de toda su vida. Lambert le sugirió que tomara el nombre artístico de Augusta, que la compositora usó durante un tiempo. Parece ser que no le gustó demasiado y lo acabó abandonando a cambio del de Mana-Zucca, una reordenación de su apellido.
Estudió armonía y composición con Herman Spielter al mismo tiempo que cursaba sus estudios de piano con Lambert. Su primera obra publicada, Moment Musicale, para violín y piano, fue escrita a la temprana edad de siete años; mientras que su Etude de Concert fue compuesto con ocho años. Su primera canción para voz y piano, Frage, fue publicada por Schirmer, al igual que Moment Triste y Moment Orientale (ambas compuestas cuando tenía nueve años), y seguidas de una gran cantidad de obras escritas durante su vida.
Como pianista, con solo ocho años, actuó de solista con orquesta tocando el Concierto para piano n.° 1 de Beethoven con la Orquesta Sinfónica de Nueva York. Como cantante, debutó en escena con un rol de soprano en El conde de Luxemburgo de Franz Lehár, en 1914. Asimismo, amplió su formación de piano con Ferruccio Busoni, Leopold Godowsky, y de composición con Hermann Spielter.
En su adolescencia, Mana-Zucca cruzó el Atlántico en dirección a Europa junto a su hermana mayor Beatrice, más conocida como Bess. Se establecieron juntas en Berlín, y pronto fue partícipe del ajetreado y emocionante entorno cultural de la ciudad. El debut de Mana-Zucca en Berlín, en la Bechstein Saal, fue muy aclamado y abrió las puertas a otros compromisos profesionales por toda Europa. Así, se le presentó la oportunidad de tocar con el famoso violinista español Juan Manén, con el que actuó en varios conciertos de mucho éxito. Juntos decidieron firmar un contrato para tocar sesenta conciertos a dúo durante un período de tres años, de gira por toda Alemania y Rusia.
Durante su estancia en Berlín, estudió a fondo la obra de Brahms con el reputado pedagogo Josef Weiss, y posteriormente fue aceptada para tomar clases magistrales del gran Ferruccio Busoni, con el que estudió durante ocho meses. Asimismo, recibió clases privadas de Leopold Godowsky, tomando parte también de las clases magistrales para estudiantes selectos que éste organizaba. Complementó su formación estudiando canto con Fraülein van Gelder en Berlín, y más tarde, en Londres, con Raimond von zur Mühlen, un famoso cantante de lieder y profesor de canto muy solicitado.
Tras esta etapa en Berlín, Mana-Zucca y su hermana se quedaron en Londres durante varios años. Tanto en Inglaterra como posteriormente en Estados Unidos, fue contratada como cantante de varias comedias musicales, entre ellas The Count of Luxembourg, The Rose Maid y The Geisha.
Una nueva etapa en la vida de Mana-Zucca comenzó al aceptar la propuesta de matrimonio de Irwin M. Cassel, a quien ella conocía desde su juventud. La pareja se fugó para casarse el 21 de septiembre de 1921. Cassel le prometió a su esposa que cada año pasarían siete meses en Nueva York y los cinco meses restantes en Miami, Florida, donde él estableció su hogar. En todo momento, Cassel apoyó la carrera musical de Mana-Zucca e incluso fue el escritor del texto de la canción "I Love Life" (1923), por aquél entonces una de las obras más famosas de la compositora, interpretada por cantantes de la talla de John Charles Thomas y Lawrence Tibbett. Finalmente, y especialmente después del nacimiento en 1925 del único hijo de la pareja, llamado Marwin (un acrónimo de Mana e Irwin), Miami terminó por convertirse en su residencia permanente. Allí, Mana-Zucca pasó infinidad de horas felices componiendo y presentando sus obras en su casa, "Mazica Hall". Fue maestra de la pianista y pionera Ruth W. Greenfield.
Mana-Zucca tuvo tres carreras distintas pero conectadas entre sí: una como concertista de piano de gran renombre, otra como cantante con roles protagonistas en comedias musicales, y una tercera como prolífica compositora. El compendio de su música publicada suma más de cuatrocientas obras, que incluyen piezas para piano, obras para orquesta, ópera, y canciones para voz y piano. Además, también compuso obras pedagógicas para jóvenes estudiantes.
La Universidad de Miami otorgó a la compositora un Doctorado en Música honoris causa el 19 de mayo de 1974.
Mana-Zucca falleció en Miami el 8 de marzo de 1981. Sus composiciones y documentos se encuentran archivados en la Universidad Internacional de Florida.

## Obras
Mana-Zucca compuso un total de más de 1000 obras, incluidas dos óperas (Hypatia y Queue of Ki-Lu), obras orquestales, un ballet, tres obras corales, más de 20 obras de música de cámara; y piezas para instrumentos solistas, como su Concierto para piano Op. 49, una colección de 366 piezas para piano llamada “My Musical Calendar” y el Concierto para violín Op. 224, que fue escrito para la violinista estadounidense Joan Field. De entre sus composiciones, las más populares fueron sus canciones, como "There's Joy in My Heart", "Big Brown Bear", "Honey Lamb", "I Love Life" y "Time and Time Again", con textos de su marido Irwin M. Cassel.